# Dysdera rullii
Dysdera rullii là một loài nhện trong họ Dysderidae.
Loài này thuộc chi Dysdera. Dysdera rullii được Carlo Pesarini miêu tả năm 2001.